# Mingo Junction
Mingo Junction is een plaats (village) in de Amerikaanse staat Ohio, en valt bestuurlijk gezien onder Jefferson County.

## Demografie
Bij de volkstelling in 2000 werd het aantal inwoners vastgesteld op 3631.
In 2006 is het aantal inwoners door het United States Census Bureau geschat op 3403, een daling van 228 (-6,3%).

## Geografie
Volgens het United States Census Bureau beslaat de plaats een oppervlakte van
6,6 km², geheel bestaande uit land.

## Economie
In 1869 werd een staalfabriek opgezet in Mingo Junction. In de 20e eeuw was die eigendom van Wheeling Pittsburgh Steel en gekend als Steubenville South. In 2004 werden de hoogovens vervangen door een vlamboogoven, maar in 2009 werd de fabriek stilgelegd. In 2018 werd het verkocht aan de Indiase staalgroep JSW Steel, die een nieuwe vlamboogoven installeerde en er rollen plaatstaal begon te maken.

## Plaatsen in de nabije omgeving
De onderstaande figuur toont nabijgelegen plaatsen in een straal van 8 km rond Mingo Junction.